# Kunzea salina
Kunzea salina är en myrtenväxtart som först beskrevs av Malcolm Eric Trudgen och Gregory John Keighery, och fick sitt nu gällande namn av Toelken och De Lange. Kunzea salina ingår i släktet Kunzea och familjen myrtenväxter. Inga underarter finns listade i Catalogue of Life.